# Castell de Duchcov
Duchcov (alemany: Dux) és un château situat a uns 8 km de Litvínov, al nord de Bohèmia, República Txeca. El castell hostatja un museu de mobles històrics. També hi ha una galeria de pintures de la família Waldsteins, incloent el retrat del més famós d'aquesta família, Albrecht von Wallenstein, Duc de Friedland, fet per Anthony van Dyck. Hi ha una cambra dedicada a Giacomo Casanova, que va ser un empleat de la biblioteca del castell des de 1785 a 1798, i les seves memòries Histoire de ma vie escrites el 1798.

## Història
Aquest castell va sser fundat com una fortificació al segle xiii, per part de la família Hrabišic, la qual residia el castell d'Osek. Cap a 1527, la família Lobkowicz substituí la fortificació per un palau d'estil renaixentista. Marie Polyxena de Talmberk i Lobkowicz, la filla de František Josef de Lobkowicz, el darrer membre de la família, es va casar amb Maximillian, Comte de Waldstein el 1642. El seu fill Jan Bedřich, Comte de Waldstein, va contractar Jean Baptiste Mathey, i el va portar a Duchcov amb la intenció de reedificar el palau.
Mathey va fer un gran complex barroc. Entre 1785 i 1798, Giacomo Casanova, va passar-hi els darrers 13 anys de la seva vida.
Al segle xix aquest palau va ser reedificat en estil classicista i el seu jardí en estil romàntic´. La família Waldstein va vendre la finca a l'Estat i va deixar el palau el 1921. Actualment aquest chateau és propietat de l'estat i està obert a la visita pública.